# Dasypogon rufiventris
Dasypogon rufiventris är en tvåvingeart som beskrevs av Walker 1854. Dasypogon rufiventris ingår i släktet Dasypogon och familjen rovflugor. Inga underarter finns listade i Catalogue of Life.